# Condado de Austin
El condado de Austin es uno de los 254 condados del estado de Texas, Estados Unidos. En el año 2000 la población era de 23.500 habitantes. La capital del condado es Belville. El nombre tiene relación con Stephen F. Austin, al que se considera el padre del Estado de Texas. El condado no debe ser confundido con la ciudad de Austin, capital del Estado.
De acuerdo con la Oficina del Censo de los Estados Unidos, el condado ocupa un área de 656,37 km².

## Localidades más importantes
- Belville
- Brazos Country
- Industry
- San Felipe
- Sealy
- Wallis

## Condados adyacentes
- Condado de Washington (norte)
- Condado de Waller (este)
- Condado de Fort Bend (sureste)
- Condado de Wharton (sur)
- Condado de Colorado (oeste)
- Condado de Fayette (noroeste)